# 亚历山大 (埃托利亚)
亚历山大 (埃托利亚)（英語：Alexander Aetolus），（前315年—？）。来自普勒乌隆。他是一位多才多艺的诗人，尤以悲剧闻名。他与阿拉图斯同时效力于安提戈努斯二世的宫廷，也曾效力于托勒密二世在亚历山大城图书馆藏悲剧分类。他自己的作品现仅存一部分为《掷骰者》的悲剧。

## 扩展阅读
- 本条目包含来自公有领域出版物的文本: Chisholm, Hugh (编).  (第11版). London: Cambridge University Press. 1911.